# Ligne de Saint-Hilaire-de-Chaléons à Paimbœuf
La ligne de Saint-Hilaire-de-Chaléons à Paimbœuf est une ligne de chemin de fer française a écartement standard et à voie unique non électrifiée de la région Pays-de-la-Loire. Elle est située dans le département de la Loire-Atlantique. Elle n'est plus exploitée depuis 1998.
Elle constitue la ligne 537 000 du réseau ferré national.

## Histoire
Un chemin de fer « de Nantes à Paimbœuf, à Pornic et à Machecoul » dont la section de Saint-Hilaire-de-Chaléons à Paimbœuf constitue une partie, est concédée par trois conventions signées les 5 janvier 1870, 21 décembre 1871 et 23 mars 1872 entre le conseil général de la Loire-Inférieure et François Briau. Ce chemin de fer est déclaré d'utilité publique, à titre d'intérêt local, par un décret le 5 août 1872.
La ligne est incorporée dans le réseau d'intérêt général par une loi le 18 mai 1878. Cette même loi approuve la convention signée le 26 avril 1877 entre le ministre des Travaux publics et la Compagnie des chemins de fer nantais pour le rachat par l'État du réseau de la compagnie à la suite des difficultés financières de cette dernière.

### Chronologie
- Le 3 juin 1876, ouverture par la Compagnie des chemins de fer nantais de la ligne desservant Paimbœuf, depuis Saint-Hilaire-de-Chaléons, desservant également les communes de Chéméré, Chauvé, Arthon-en-Retz, Saint-Père-en-Retz et Saint-Viaud
- Le 25 mai 1878, l'État nationalise par décret la Compagnie de chemin de fer nantais à la suite de sa faillite ; elle est remplacée par l'Administration des chemins de fer de l'État[3]
- Le 15 mai 1939, arrêt du service voyageurs pour cause de non-rentabilité
- Le 24 juillet 1998, arrêt du service fret pour la même raison.

### Fermeture
L'arrêt de toute circulation sur la ligne est effective le 24 juillet 1998. Cependant, aucune procédure de déclassement n'a lieu. La voie ferrée est toujours en place en 2014.

### La réouverture aux voyageurs réclamée
Des associations (dont la FNAUT) ont demandé lors du comité de ligne du 28 septembre 2006, la réouverture du service voyageurs de la section Saint-Hilaire-de-Chaléons - Paimbœuf. Un représentant de RFF a répondu qu'une estimation de la fréquentation sera réalisée après la modernisation des lignes adjacentes.

En 2011, le Conseil régional des Pays de la Loire a annoncé l'ouverture d'une étude complémentaire à celle menée quatre ans auparavant et qui avait conclu à la non-nécessité de la réouverture. Depuis, s'appuyant sur l'importante évolution démographique de cette région du Pays de Retz, la quasi-totalité des conseils municipaux locaux (42 sur 45) ont donc obtenu la réalisation de cette étude. D'après les conclusions de cette étude, la réouverture de la ligne n'est pas envisageable avant 2030,. La Région souhaite simplement conserver les emprises pour ne pas empêcher une réouverture ultérieure,. La rénovation complète de la ligne de Sainte-Pazanne à Pornic, qui se déroule de septembre 2014 à juin 2015, sur laquelle la ligne de Paimbœuf est reliée, risque de la déconnecter du réseau ferrée, si la pose d'un aiguillage neuf à Saint-Hilaire-de-Chaléons n'est pas effectuée durant cette opération. Cependant, le panneau présentant le chantier en gare de Pornic indique que les travaux prévoient une mesure conservatoire pour permettre le maintien de la circulation vers Paimbœuf. Malgré cela, la ligne est « officiellement » fermée par SNCF Réseau le 15 décembre 2021 pour permettre le souhait de réaliser une voie verte par certains élus locaux. Ce projet de voie cyclable est cependant reporté en 2025 à la fois pour des raisons budgétaires et des recours déposés par des associations militant pour la réouverture de la ligne.

## Caractéristiques

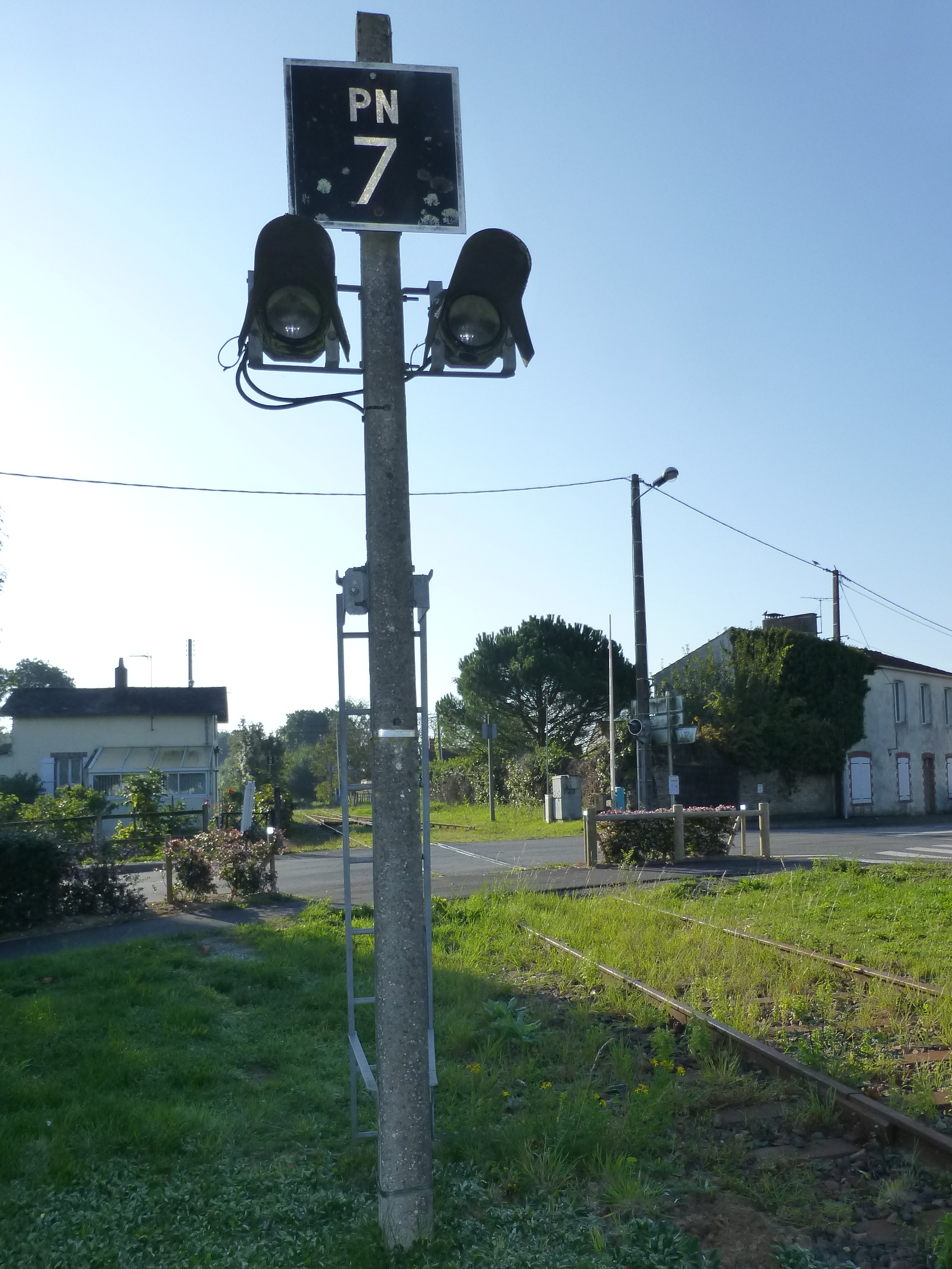
Chéméré, PN7 près de l'ancienne gare.

### Passages à niveau
La ligne comporte 46 passages à niveau, du PN 1 au PN 49.

## Exploitation
Cette ligne n'est plus exploitée depuis 1998.